# Raffaello Lospinoso Severini
Raffaello Lospinoso Severini (Melfi, 22 luglio 1918 – Melfi, 19 marzo 1981) è stato un avvocato e politico italiano.
È stato sindaco di Melfi dal 1968 al 1973, dal 1973 al 1974 e dal 1975 al 1978 e deputato alla Camera per due legislature nella V e VI.